# Kurt Honold Morales
Kurt Ignacio Honold Morales (Ciudad de México, México 31 de julio de 1960) es un empresario mexicano, miembro del Partido Revolucionario Institucional, fue Presidente Municipal de Tijuana durante el año 2007, al sustituir al alcalde con licencia Jorge Hank Rhon.

## Biografía
Kurt Honold es contador público egresado del Centro de Enseñanza Técnica y Superior (CETYS) Campus Mexicali, se ha desempeñado en varios cargos empresariales, entre los que están vicepresidente ejecutivo de Btel, S.A. de C.V., director comercial de Hipódromo de Agua Caliente, gerente General de Clayton Maquiladora, el departamento de impuestos de Astiazarán Rosas y Cía. y en el departamento de auditoría de Almaraz Villegas y Cía.
De 1989 a 1991 fue secretario, consejero y tesorero del Comité de Turismo y Convenciones de Tijuana, de 1991 a 1999 fue consejero y después vicepresidente de relaciones internacionales de la Cámara Nacional de Comercio, CANACO. En 2005 presidente de la Asociación Pro-Bomberos de Tijuana, A.C. 
En el 2007 fue designado Presidente municipal suplente de Tijuana, por el entonces Presidente municipal Jorge Hank Rhon, cuando este dejó el cargo para ser candidato a Gobernador de Baja California en el 2007, Kurt Honold asumió el cargo de Presidente Municipal para terminar el periodo constitucional del H. XVIII Ayuntamiento de Tijuana, Baja California, México.
Particularmente fue criticado por no vivir en la ciudad que gobernaba, sino en la vecina ciudad de Coronado, California.
Actualmente es Secretario de Economía de Gobierno del Estado de Baja California, en el Gabinete de Marina del Pilar Ávila Olmeda